# Lysandra flavomaculata
Lysandra flavomaculata är en fjärilsart som beskrevs av Lekic 1924. Lysandra flavomaculata ingår i släktet Lysandra och familjen juvelvingar. Inga underarter finns listade i Catalogue of Life.